# Кобелецкое
Кобелецкое (укр. Кобелецьке) — село на Украине, находится в Тывровском районе Винницкой области.
Код КОАТУУ — 0524582203. Население по переписи 2001 года составляет 249 человек. Почтовый индекс — 23327. Телефонный код — 4355.
Занимает площадь 1,537 км².

## Адрес местного совета
23327, Винницкая область, Тывровский р-н, с. Гришевцы, ул. Центральная, 37